# Macaranga subdentata
Macaranga subdentata är en törelväxtart som beskrevs av George Bentham. Macaranga subdentata ingår i släktet Macaranga och familjen törelväxter. Inga underarter finns listade i Catalogue of Life.